# 比利時航空
比利時航空或萨本那比利时航空（法語：Societé Anonyme Belge d'Exploitation de la Navigation Aérienne，簡稱：比航、萨本那航空、SABENA）是1923年至2001年間比利時的國家航空公司，運營基地設於布魯塞爾機場。2001年11月7日，該公司因資金不足而結業，其部份資產次年被SN布魯塞爾航空接管，後者於2007年改為布魯塞爾航空。

## 歷史

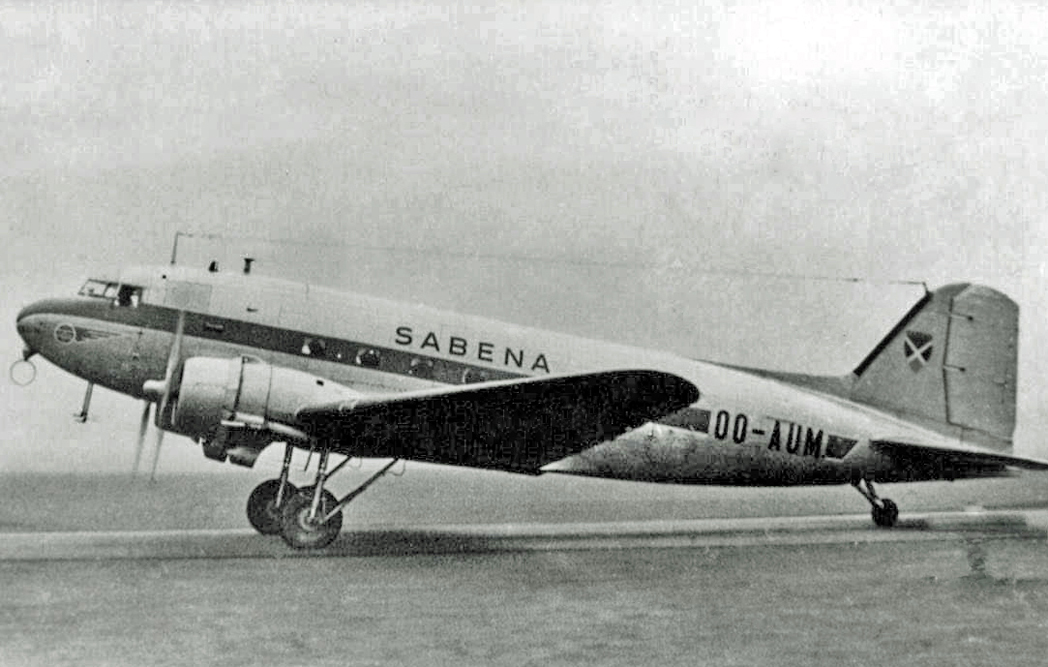
1949年，比利時航空的道格拉斯DC-3在曼徹斯特機場

1923年5月23日，在比利時第一間航空公司（SNETA）結束營業之後，比利時航空公司由比利時政府建立。同年7月1日，比航正式首航，由布魯塞爾經奧斯坦德飛往倫敦，後來比航也在比屬剛果提供航空服務。第二次世界大戰前，比利時航空共有18架飛機，包括11架SM.73，五架容克Ju 52和兩架道格拉斯DC-3。
二戰結束后，比利時航空恢復其在二戰期間停辦的歐洲航線，而當時的機隊以DC-3為主，比航也把商用名稱改為SABENA - Belgian World Airlines（比利時世界航空）。1946年6月4日，比利時航空開通其首條跨大西洋航線，由布魯塞爾飛往紐約，最初使用道格拉斯DC-4，後來改用DC-6B。比利時航空也使用DC-4重開比屬剛果航線。1957年，航程更長的道格拉斯DC-7C被引進，但不久之後比利時航空即引進波音707，用於跨大西洋航線，比利時航空也因此成為歐洲大陸第一間使用噴射機飛航大西洋航線的航空公司。次年2月，卡拉維爾型加盟比利時航空，用於中程歐洲航線。1967年，波音727亦加入比利時航空，用於歐洲主幹航線。

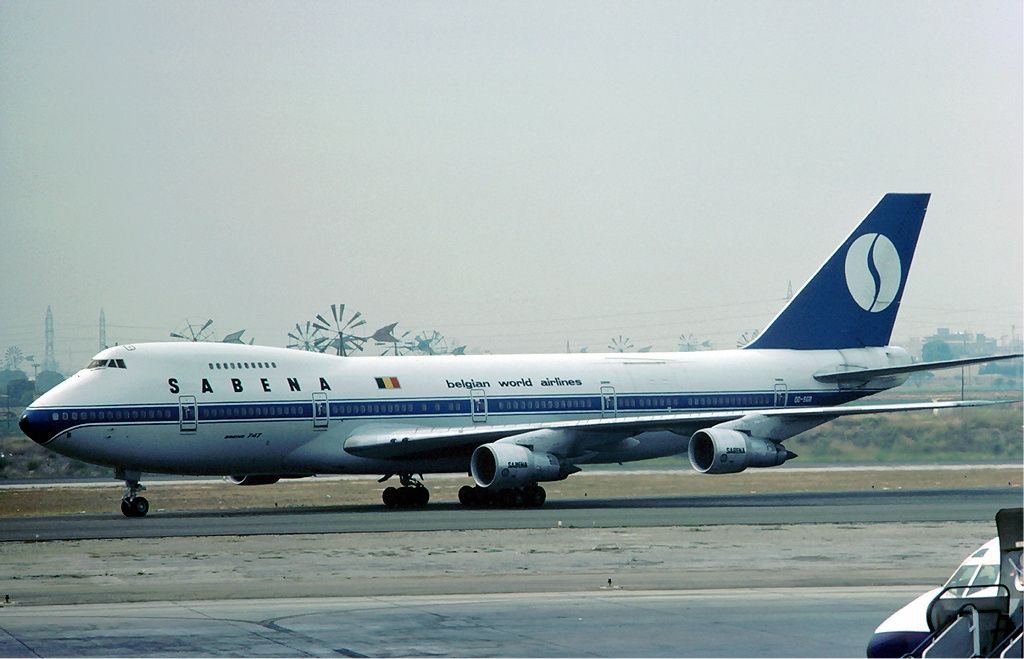
波音747-100（1976年）

1971年，比利時航空引進兩架波音747以增加跨大西洋航線的運力。這兩架飛機最初為客機，但於1974年改為客貨混裝機。此後，波音737-200和麥道DC-10也先後投入運營。1984年，比利時航空引入 空中客車A310，用於高密度航線，同時也變更了塗裝。1986年，一架波音747-300加入比利時航空機隊，取代先前的747-100，波音公司生產的最後一架747-300也於1990年交付比利時航空。1990年代，比利時航空再次變更塗裝，底色為全白，機身上有淺藍色“sabena”字樣。
海灣戰爭後，比利時航空的市場競爭力下降，比利時政府決定出售比航的部份股權。1995年，瑞士航空購入比航49%的股權。同樣在90年代，比利時航空引進了空中客車A340和空中客車A330，以取代波音747和DC-10。1999年，比利時航空最後一次更改塗裝，新塗裝最初用於一架A340上。2000年，空客A321、A320和A319先後加入比利時航空機隊。
2001年，瑞士航空宣佈破產，而比利時航空的財務狀況也更加慘淡。11月7日，由阿比讓飛抵布魯塞爾的比利時航空690號班機成為比利時航空的末班機，由一架編號為OO-SCZ的空客A340-300執行。

## 機隊

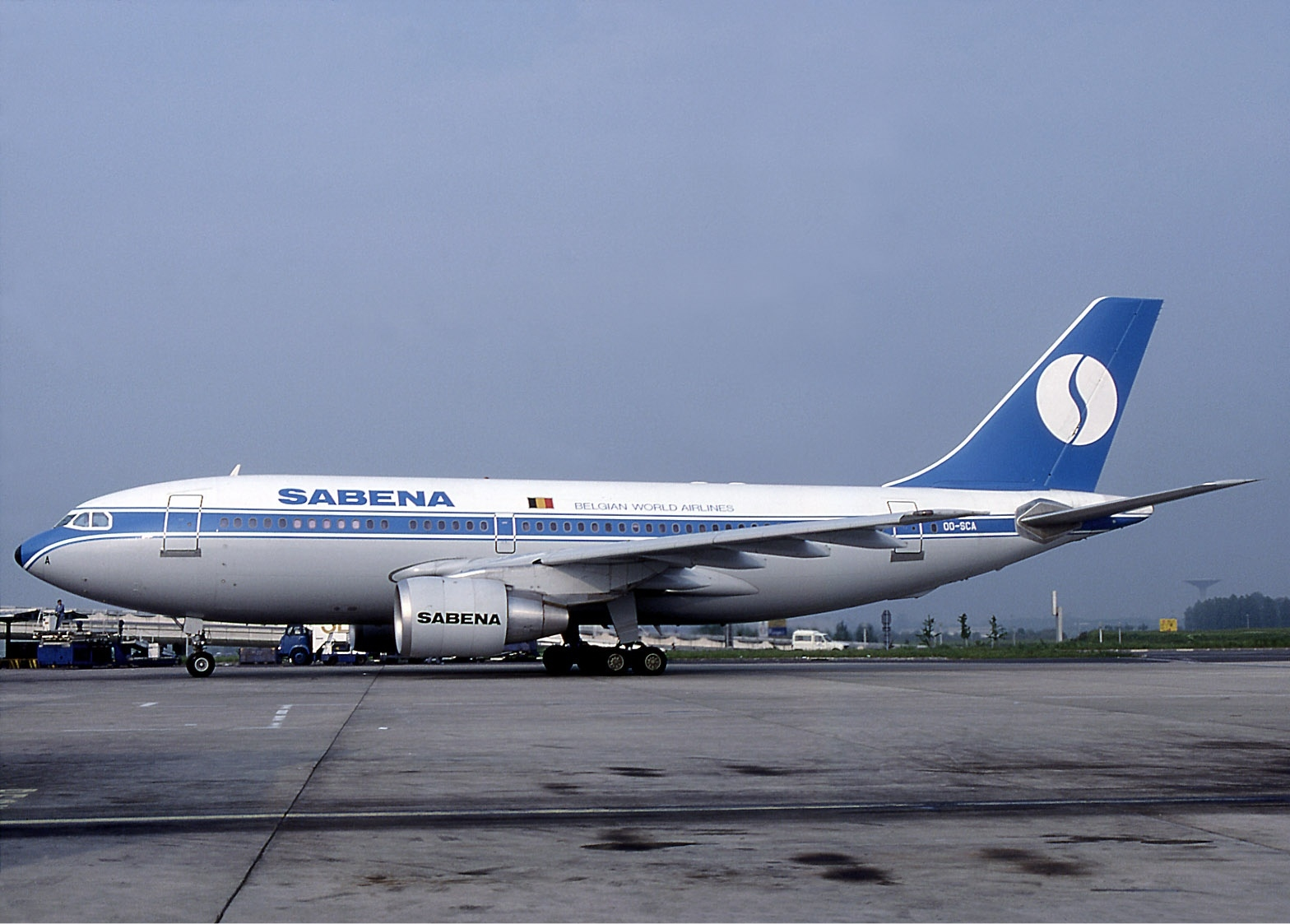
1985年的空中巴士A310-200

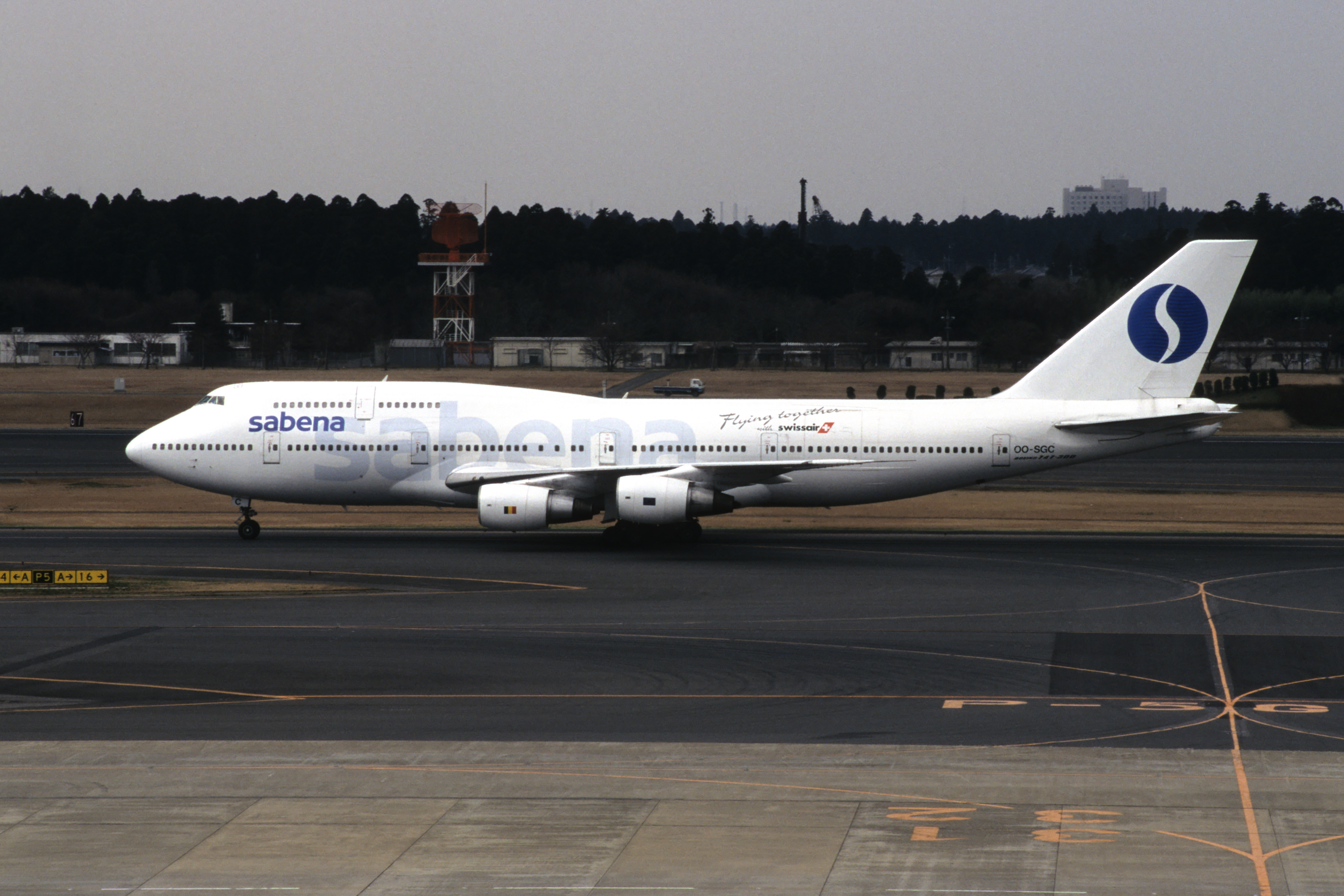
比航波音747-300在東京成田機場（90年代中期塗裝）

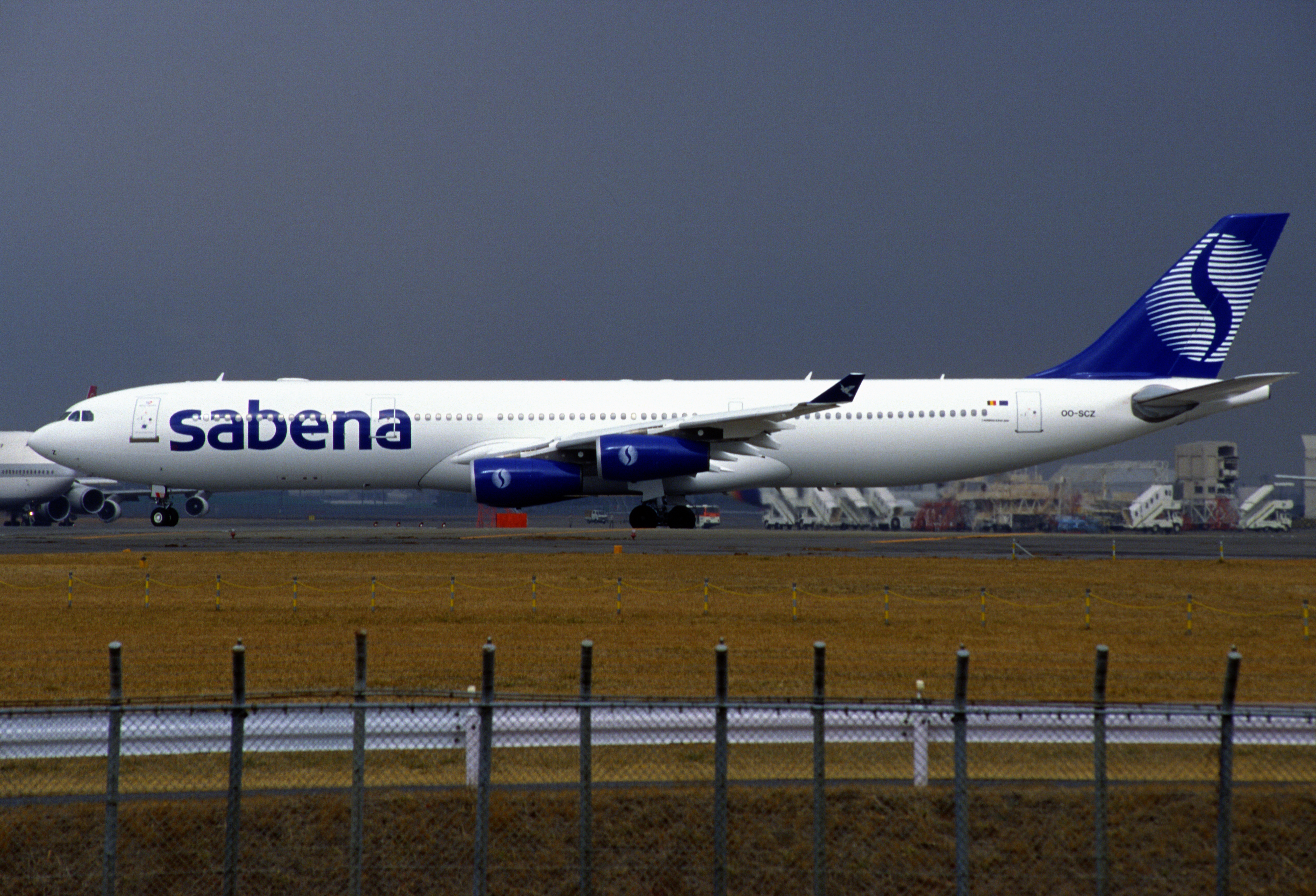
空中巴士A340-300（末代塗裝）

比利時航空2001年結業前的機隊如下：
- 15 空中巴士A319-100
- 6  空中巴士A320-200
- 3  空中巴士A321-200
- 6  空中巴士A330-200
- 4  空中巴士A330-300
- 2  空中巴士A340-200
- 2  空中巴士A340-300
- 6  波音737-300
- 5  波音737-500
- 2  麥道MD-11

訂購但未能交付：
- 10 空中巴士A319-100
- 4  空中巴士A340-300

### 歷史機型
- 空中巴士A310
- 波音707 1959-1983
- 波音727
- 波音737-200
- 波音747-100 1970-1990
- 波音747-300 1986-1999
- 康維爾240 1949-
- 康維爾440 1956-
- 道格拉斯DC-3 1939-
- 道格拉斯DC-4 1946-
- 道格拉斯DC-6 1947-
- 道格拉斯DC-7 1956-
- 福克F27
- 容克Ju 52/3M 1936-1946
- 麥道DC-10-30 1973-1997
- 卡拉維爾客機 1961-

## 目的地

### 非洲
阿比讓，阿爾及爾，班珠爾，巴馬科，布拉柴維爾，布瓊布拉，開羅，卡薩布蘭卡，柯那克里，科托努，達喀爾，達累斯薩拉姆，杜阿拉，恩德培，弗里敦，約翰内斯堡，卡諾，基加利，乞力馬札羅，金沙薩（1960年前曾經營剛果國內航線），拉各斯，利伯維爾，洛美，羅安達，盧薩卡，蒙羅維亞，内羅畢，尼亞美，努瓦克肖特，瓦加杜古，薩爾島，的黎波里，突尼斯，雅溫得

### 亞洲
曼谷，貝魯特，欽奈，雅加達，吉達，吉隆坡，馬尼拉，孟買，新加坡，德黑蘭，特拉維夫，東京-成田

### 歐洲
阿雅克肖，阿姆斯特丹，安卡拉，雅典，巴塞羅那，巴塞爾，貝爾法斯特，柏林-滕珀爾霍夫，畢爾巴鄂，伯明翰，波爾多，博洛尼亞，不萊梅，布里斯托爾，布加勒斯特，布達佩斯，卡塔尼亞，哥本哈根，都柏林，杜塞爾多夫，愛丁堡，法魯，佛儸倫薩，法蘭克福，日內瓦，格拉斯哥，漢堡，漢諾威，赫爾辛基，伊斯坦布爾，里茲/布拉德福德，里斯本，盧布爾雅那，盧森堡，倫敦-城市，倫敦-格域，倫敦-希斯路，馬德里，曼徹斯特，馬拉加，米蘭-連尼治，米蘭-馬爾彭薩，莫斯科，慕尼黑，南特，那不勒斯，紐卡斯爾，尼斯，紐倫堡，奧斯陸-加勒穆恩，巴黎-夏爾·戴高樂，巴黎-奧利，馬略卡島帕爾馬，波爾圖，布拉格，羅馬，聖彼得堡，塞維利亞，謝菲爾德，索菲亞，斯德哥爾摩-阿蘭達，斯特拉斯堡，斯圖加特，都靈，瓦倫西亞，威尼斯，維羅納，維也納，華沙，蘇黎世

### 北美洲
安克雷奇，亞特蘭大，波士頓，芝加哥-奧黑爾，辛辛那提/北肯塔基，達拉斯-沃斯堡，底特律，多倫多-皮爾遜，墨西哥城，蒙特利爾-特魯多，蒙特利爾-米拉貝爾，紐約-肯尼迪，紐瓦克，華盛頓-杜勒斯

### 拉丁美洲
布宜諾斯艾利斯，蒙特維的亞，聖保羅，聖地亞哥，危地馬拉城，拿騷

## 飛行事故

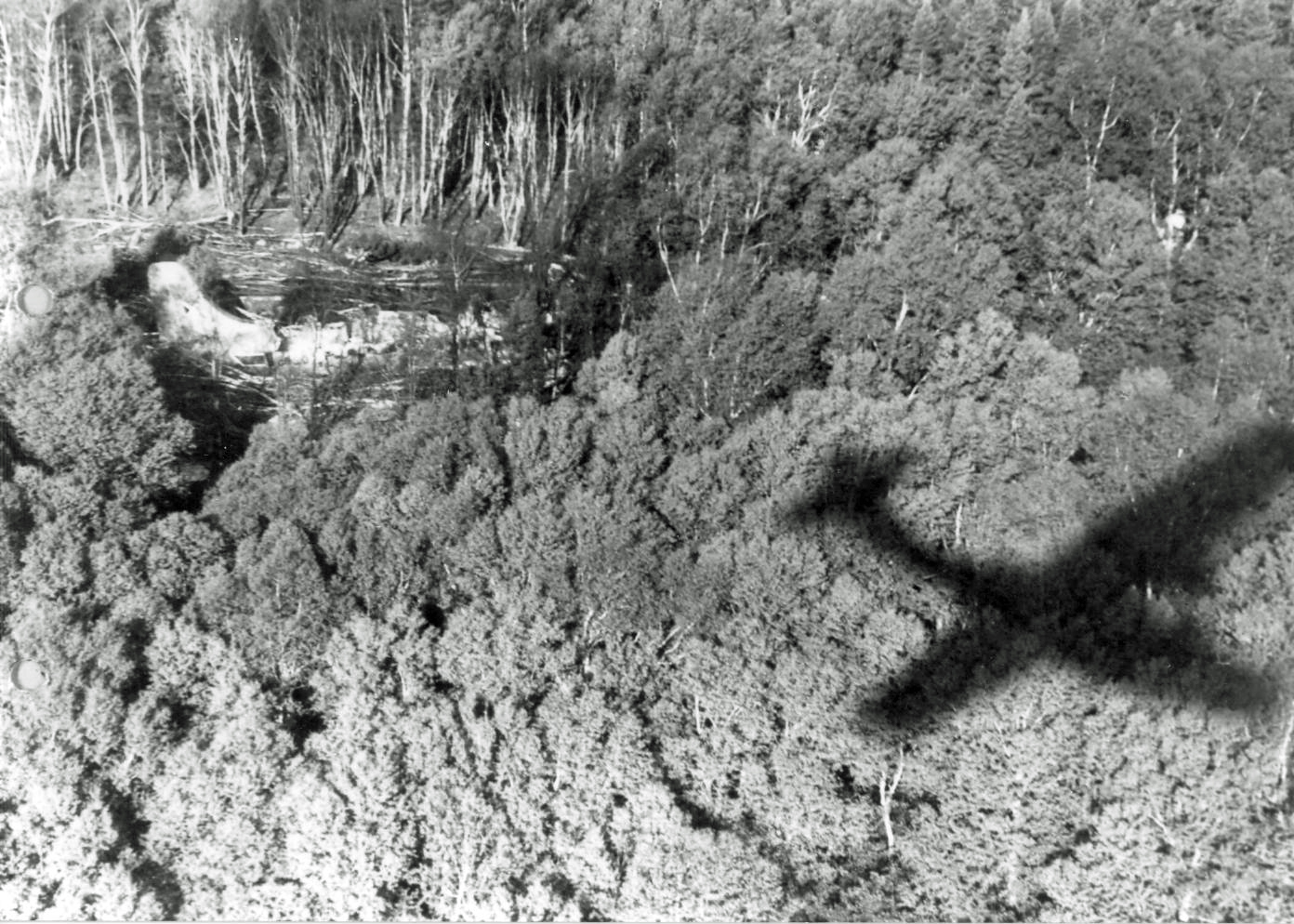
1946年比利時航空DC-4的墜機地點

- 1946年9月18日，比航一架編號為OO-CBG的道格拉斯DC-4由布魯塞爾飛往紐約，在紐芬蘭甘達爾機場附近墜毀，27人死亡，17人受傷。[3]
- 1961年2月15日，比利時航空548號班機（波音707，編號OO-SJB）由紐約飛往布魯塞爾，在布魯塞爾機場降落時墜毀，機上72人無一生還，遇難者包括當時正前往捷克布拉格參加當年世界花樣滑冰錦標賽的美國國家花樣滑冰隊全體隊員。[4]
- 1968年7月13日，比利時航空一架編號OO-SJK的波音707貨機在拉各斯機場降落時因過早下降而撞樹墜毀，機上7人死亡。[5]
- 1972年5月8日，比利時航空571號班機（波音707）在特拉維夫被4名黑色九月組織成員劫持，以色列特種部隊採取行動將多數人質救出，1名被子彈擊中的乘客後來傷重不治。[6]
- 1978年2月15日，一架編號為OO-SJE的波音707在機場衝出跑道，機上196人全部逃生，飛機燃油起火並將整架飛機燒燬。[7]
- 1998年8月29日，比利時航空542號班機（空中客車A340-200，編號OO-SCW）載著248名乘客和11名機組人員由紐約飛往布魯塞爾，在布魯塞爾機場降落時，右側起落架折斷，飛機偏出跑道。機上人員全部撤離，飛機受損情況也並不嚴重，後來得以修復。[8]
- 2000年10月13日，比利時航空689號班機（空中客車A330-200）由布魯塞爾飛往阿比讓，途中被尼日利亞一名即將被驅逐的民族主義者劫持至馬拉加機場。[9]